# 科爾半島

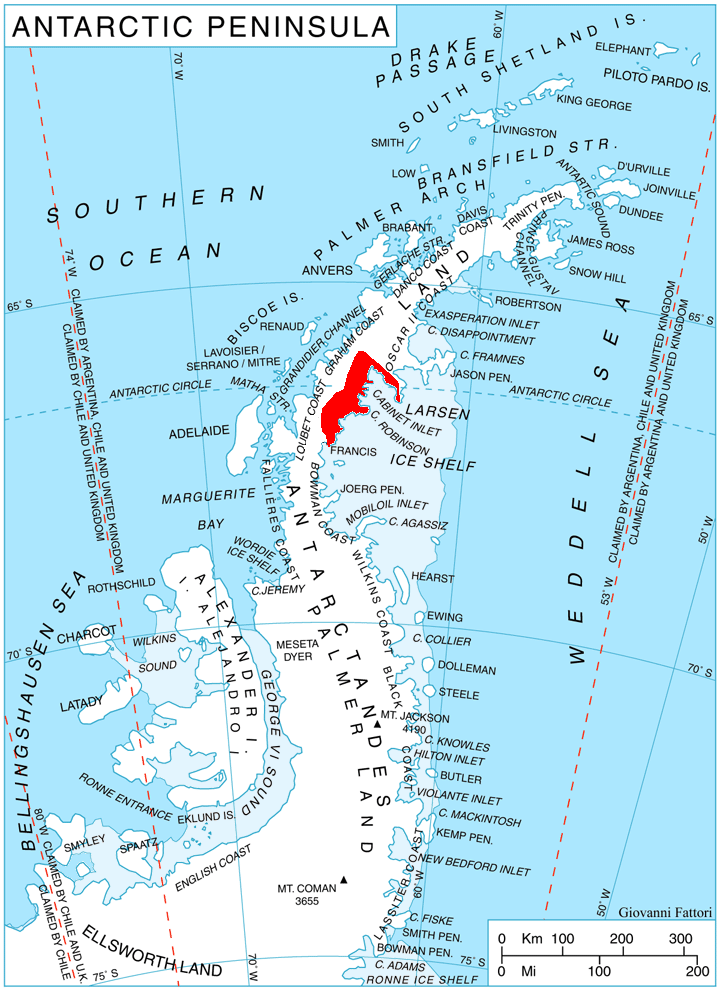

66°50′S 64°0′W / 66.833°S 64.000°W
科爾半島（英語：Cole Peninsula）是南極洲的半島，位於葛拉漢地中弗因海岸的蘇朗伊海崖以東，長15英里、寬8英里，處於卡比納特灣和米爾灣之間，現時由南極條約體系管理。